# Veronica scopulorum
Veronica scopulorum är en grobladsväxtart som först beskrevs av Bayly, de Lange och Garn.-jones, och fick sitt nu gällande namn av Garn.-jones. Veronica scopulorum ingår i släktet veronikor, och familjen grobladsväxter. Inga underarter finns listade i Catalogue of Life.